# Axel Hirsoux
Axel Hirsoux (La Hestre, 26 september 1982) is een Belgisch zanger. Hij is vooral bekend als Belgische deelnemer aan het Eurovisiesongfestival 2014.

## Levensloop en carrière
Hirsoux nam in 2013 deel aan de talentenjachten Star Academy en The Voice Belgique. In deze wedstrijden geraakte hij echter niet in de finale. Een jaar later nam hij deel aan Eurosong 2014, de Belgische preselectie voor het Eurovisiesongfestival. Met het nummer Tu te reconnaîtras van Anne-Marie David wist hij zich te plaatsen voor de halve finale. In die halve finale kreeg zijn nummer Mother de hoogste score van de jury. Hirsoux won vervolgens de finale met een flinke voorsprong in punten en werd zo de eerste Waalse zanger die door de Vlaamse publieke omroep VRT werd afgevaardigd naar het Eurovisiesongfestival.
Hirsoux strandde op het Eurovisiesongfestival 2014 in de eerste halve finale als veertiende van de in totaal zestien kandidaten. Hij mocht dus niet door naar de finale.
Na het songfestival bracht Hirsoux in 2014 het popliedje Bellissimo uit als download op iTunes. Het werd echter geen succes.
Hirsoux is getrouwd.

## Discografie
| Single met hitnotering(en) in de Vlaamse Ultratop 50 | Datum van verschijnen | Datum van binnenkomst | Hoogste positie | Aantal weken | Opmerkingen |
| ---------------------------------------------------- | --------------------- | --------------------- | --------------- | ------------ | ----------- |
| Mother                                               | 2014                  | 22-03-2014            | 7               | 6            |             |
| Bellissimo                                           | 2014                  | 02-08-2014            | tip49           | -            |             |
| Après l'hiver                                        | 2015                  | 26-12-2015            | tip45           | -            |             |

1956: Fud Leclerc + Mony Marc · 
1957: Bobbejaan Schoepen · 
1958: Fud Leclerc · 
1959: Bob Benny · 
1960: Fud Leclerc · 
1961: Bob Benny · 
1962: Fud Leclerc · 
1963: Jacques Raymond · 
1964: Robert Cogoi · 
1965: Lize Marke · 
1966: Tonia · 
1967: Louis Neefs · 
1968: Claude Lombard · 
1969: Louis Neefs · 
1970: Jean Vallée · 
1971: Lily Castel & Jacques Raymond · 
1972: Serge & Christine Ghisoland · 
1973: Nicole & Hugo · 
1974: Jacques Hustin · 
1975: Ann Christy · 
1976: Pierre Rapsat · 
1977: Dream Express · 
1978: Jean Vallée · 
1979: Micha Marah · 
1980: Telex · 
1981: Emly Starr · 
1982: Stella · 
1983: Pas de Deux · 
1984: Jacques Zegers · 
1985: Linda Lepomme · 
1986: Sandra Kim · 
1987: Liliane Saint-Pierre · 
1988: Reynaert · 
1989: Ingeborg · 
1990: Philippe Lafontaine · 
1991: Clouseau · 
1992: Morgane · 
1993: Barbara · 
1995: Frédéric Etherlinck · 
1996: Lisa del Bo · 
1998: Mélanie Cohl · 
1999: Vanessa Chinitor · 
2000: Nathalie Sorce · 
2002: Sergio & The Ladies · 
2003: Urban Trad · 
2004: Xandee · 
2005: Nuno Resende · 
2006: Kate Ryan · 
2007: The KMG's · 
2008: Ishtar · 
2009: Copycat · 
2010: Tom Dice · 
2011: Witloof Bay · 
2012: Iris · 
2013: Roberto Bellarosa · 
2014: Axel Hirsoux · 
2015: Loïc Nottet · 
2016: Laura Tesoro · 
2017: Blanche · 
2018: Sennek · 
2019: Eliot · 
2021: Hooverphonic · 
2022: Jérémie Makiese · 
2023: Gustaph · 
2024: Mustii · 
2025: Red Sebastian